# 婆罗多布尔土邦

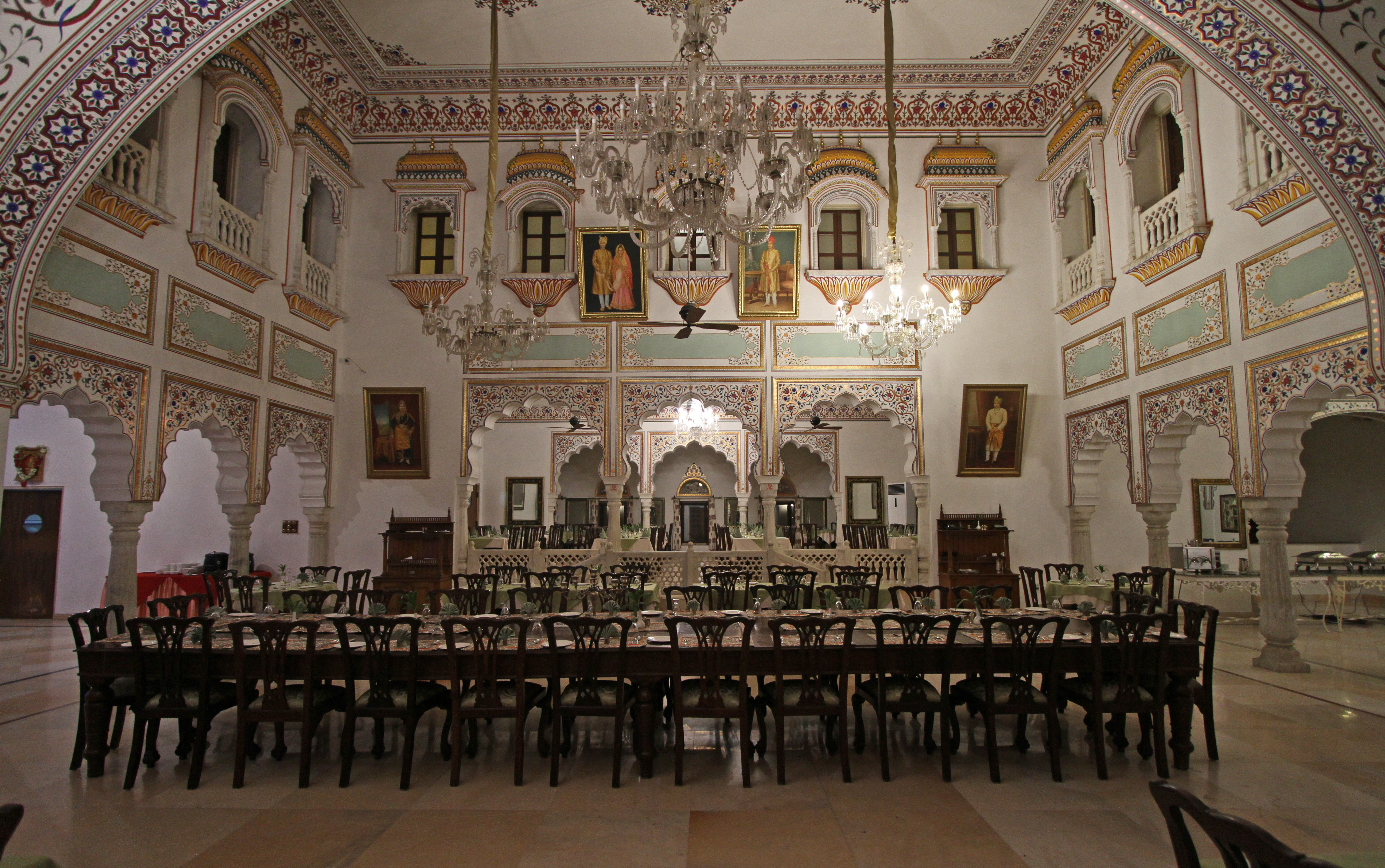
Laxmi Vilas Palace

婆罗多布尔（羅馬化：bharatpur）為印度邦國名，成立時間早在17世紀間的莫臥兒帝國統治印度時代，統治者則為印度賈特族內的王子。該邦國位置約在今印度西北部拉賈斯坦邦一帶，若以1858年英屬印度附屬土邦劃分來看，該邦國約為5123平方公里。
1947年，印度聯邦（印度共和國前身）誕生後，婆罗多布尔邦國正式廢除，不過今婆罗多布尔仍為印度地名之一。